# Tawsiuny
Tawsiuny (lit. Tausiūnai) − wieś na Litwie, w gminie rejonowej Soleczniki, 4 km na wschód od Ejszyszek, zamieszkana przez 292 ludzi. 
Według inwentarza z 1775 r. Tausiuny należały do starostwa ejszyskiego w województwie wileńskim Rzeczypospolitej Obojga Narodów.
Przed II wojną światową w Polsce, w powiecie lidzkim województwa nowogródzkiego.